# 栃木放送
株式会社栃木放送（とちぎほうそう、Tochigi Broadcasting Co., Ltd.）は、栃木県を放送対象地域として中波放送（AM放送）を行っている特定地上基幹放送事業者である。
略称はCRT（旧社名「ラジオ栃木」の英語表記「Company Radio Tochigi」に由来）。

## 放送局概要
戦後、地元財界などから県域ラジオ局の開局が熱望されたが、当時の電波行政において在京大電力局サービスエリア内にある栃木県で県域局設立の許可を得るのは困難を極めた。県内の実力者であった下野新聞社社長・福嶋悠峰（東京日日新聞出身）などが中心となって積極的に中央と掛け合い、1962年に隣県の茨城県と共に予備免許を取得することに成功する。下野新聞社、栃木県、地元財界などの「オール栃木体制（全県体制）」で「株式会社ラジオ栃木」が設立された。
1963年4月1日に開局して以来独立局だったが1978年からは、文化放送とニッポン放送をキー局とするNRN（National Radio Network）に加盟している。地方民間放送共同制作協議会（火曜会・CRN）には長らく未加盟だったが2008年に加盟している。また、関東のラジオ局では唯一radiko未参加であったが、2014年12月1日12:00より配信を開始した。
放送時間は5:00基点の24時間放送（日曜深夜=月曜未明の0:00 - 5:00はメンテナンスのため休止）、AMステレオ放送は未実施。
以前は形式上6:00 - 翌5:00の23時間放送ながら、5:00 - 6:00の間も、試験電波の名目でフィラー音楽が放送されているため実質的には24時間放送であったが、5時台のフィラーが2008年4月期より正式な音楽番組となったため、完全24時間となった。開局当初は5:00 - 23:00での18時間放送体制で、その後6:00 - 23:07（アナウンサーにより±3分程度の差あり）→6:00 - 24:00に移行し、1995年7月から「オールナイトニッポン」のネットを開始し23時間放送体制となった。
開局以来、深夜帯とナイターを除き自主制作率が非常に高く、地域の生活情報を重視した番組編成となっている。プロ野球ナイター中継は金曜のみ（火曜は2002年まで、水・木曜は2016年まで、土曜は2007年まで、日曜は1999年 - 2002年の期間、ナイター中継を放送していた）。
県内に本拠地を構えるプロスポーツチーム（アイスホッケーアジアリーグ、Jリーグ、Bリーグ、BCリーグ ほか）の試合や高校野球、大田原マラソン、ジャパンカップサイクルロードレース、県市町対抗駅伝などスポーツ実況中継に力を入れており、radikoプレミアムを介して全国で聴取されている。
ここ数年は、生ワイド番組以外の自社制作番組の再放送が多くなっている。また、地方局やコミュニティFM局で制作された番組を購入して放送する番組が増えているほか少しづつだが自社制作番組を地方局に販売して放送するケースも増えている。
土・日曜日は10－30分の短編番組が多く編成されていたが、それらを集約し、編成上コンプレックスのフロート番組（radikoにおいても、タイムフリー受信ができるようになってから、これらのフロート番組は抜き取って聞けるように別番組扱いとするなどの配慮がされている）としてコーナー化した「サタデーとちぎ・サンデーとちぎ（土・日曜5：00－13：00）」と「toy box（土・日曜13：00－18：45）」にまとめて放送されるようになった。
設立時の経緯もあり地元紙・下野新聞社（毎日新聞社系列）と繋がりが深く、歴代の代表取締役社長7名中6名が下野新聞関係者となっている（2014年3月現在）。
開局当初より県域テレビ兼営を目指しており、開局後すぐにテレビ放送免許を最初に申請したが、その後在京キー局関連の16社も免許申請を行ったことにより申請の一本化調整が滞ったまま33年が経過。1996年10月に県財界主導で開催された最終調整会議において、県などの要望に応えて他社と共に申請を取り下げ、単独でのテレビ兼営を断念。翌1997年3月、県と経済界主導による第三セクター「とちぎテレビ」設立に資本参加した。
関連会社「株式会社栃放エンタープライズ」を設立して栃木放送のアナウンサーをニュース番組などに派遣したり、番組・CM制作を請け負うなど、同テレビとは1999年の開局当初より親密な関係で共存共栄を図っていた。
2011年12月、当時の筆頭株主（約30％）である栃木県の後押しにより経営資源の効率化を目的に「とちぎテレビ」の傘下に入ること（子会社化）を臨時取締役会で正式決定。両局で報道や制作、営業等での連携が行われており、2012年3月より同テレビの社長が栃木放送社長を兼務したが、2014年6月より同社初の生え抜き社長が就任した（2017年6月の取締役会で退任）。
開局以来、本社および演奏所がテナント入居していた県有施設「栃木会館」が築50年を経過し、老朽化していることや建物の構造上耐震補強工事が困難であることから解体されることとなった。県が用意した とちぎテレビ本社屋隣接地の「県庁北庁舎2号館」をリニューアルした建物へ2016年3月28日に移転した。
主な受賞歴に『～CRTラジオスペシャル～民藝運動が問いかける、美しい暮らしとは』で2021年日本民間放送連盟賞ラジオ教養番組部門で優秀賞を受賞した。同賞を受賞するのは3回目だが教養番組部門で受賞するのは初めてだった。
2025年8月8日、同年12月より親局および那須・足利中継局の県内すべての中波放送（AM放送）を休止することを発表した。FM放送およびradikoでのサイマル放送は引き続き継続される。総務省は前年からFM転換に伴う影響を調べるため、AMの休止を認める特例措置を認めており、今回はその一環であり休止期間は2026年9月末までとしているものの、同局リリースにおいては「FMラジオ放送への転換を目指します」としていることから、事実上のFM放送への転換へ向けての動きとみられる。中波放送局の事実上のFM放送移行は、1984年に極東放送がFMに転換しエフエム沖縄に改組したものを除けば、2024年7月29日より中波放送を休止（事実上FM放送として運用）している山口放送に続き2局目となる（山口放送#AMラジオのFM転換の推進参照）。

## 周波数
| 親局                   | コールサイン | 周波数  | 空中線電力 |              | 所在地                               | 備考         |
| ---------------------- | ------------ | ------- | ---------- | ------------ | ------------------------------------ | ------------ |
| 宇都宮                 | JOXF         | 1530kHz | 5kW        |              | 栃木県鹿沼市深津2525                 | [ 6 ]        |
| 中継局                 | コールサイン | 周波数  | 空中線電力 |              | 所在地                               | 備考         |
| 足利                   | JOXM         | 1062kHz | 100W       |              | 栃木県足利市梁田町19                 | [ 6 ]        |
| 那須                   | JOXN         | 864kHz  | 1kW        |              | 栃木県那須塩原市三区町               | [ 6 ]        |
| FM補完中継局（CRT-FM） | コールサイン | 周波数  | 空中線電力 | 実効輻射電力 | 所在地                               | 備考         |
| 宇都宮（CRT宇都宮FM）  |              | 94.1MHz | 1kW        | 2.7kW        | 栃木県宇都宮市宮山田町向山（羽黒山） | [ 6 ] [ 13 ] |
| 足利                   |              | 91.1MHz | 20W        | 40W          | 栃木県足利市巴町                     | [ 6 ] [ 15 ] |
| 葛生                   |              | 93.4MHz | 10W        | 21W          | 栃木県佐野市長坂町水ヶ沢             | [ 6 ] [ 15 ] |
| 今市                   |              | 93.4MHz | 3W         | 9.1W         | 日光市倉ヶ崎字大久保                 | [ 6 ] [ 15 ] |
| 塩原                   |              | 93.4MHz | 1W         | 1.6W         | 那須塩原市大字下塩原                 | [ 6 ] [ 15 ] |

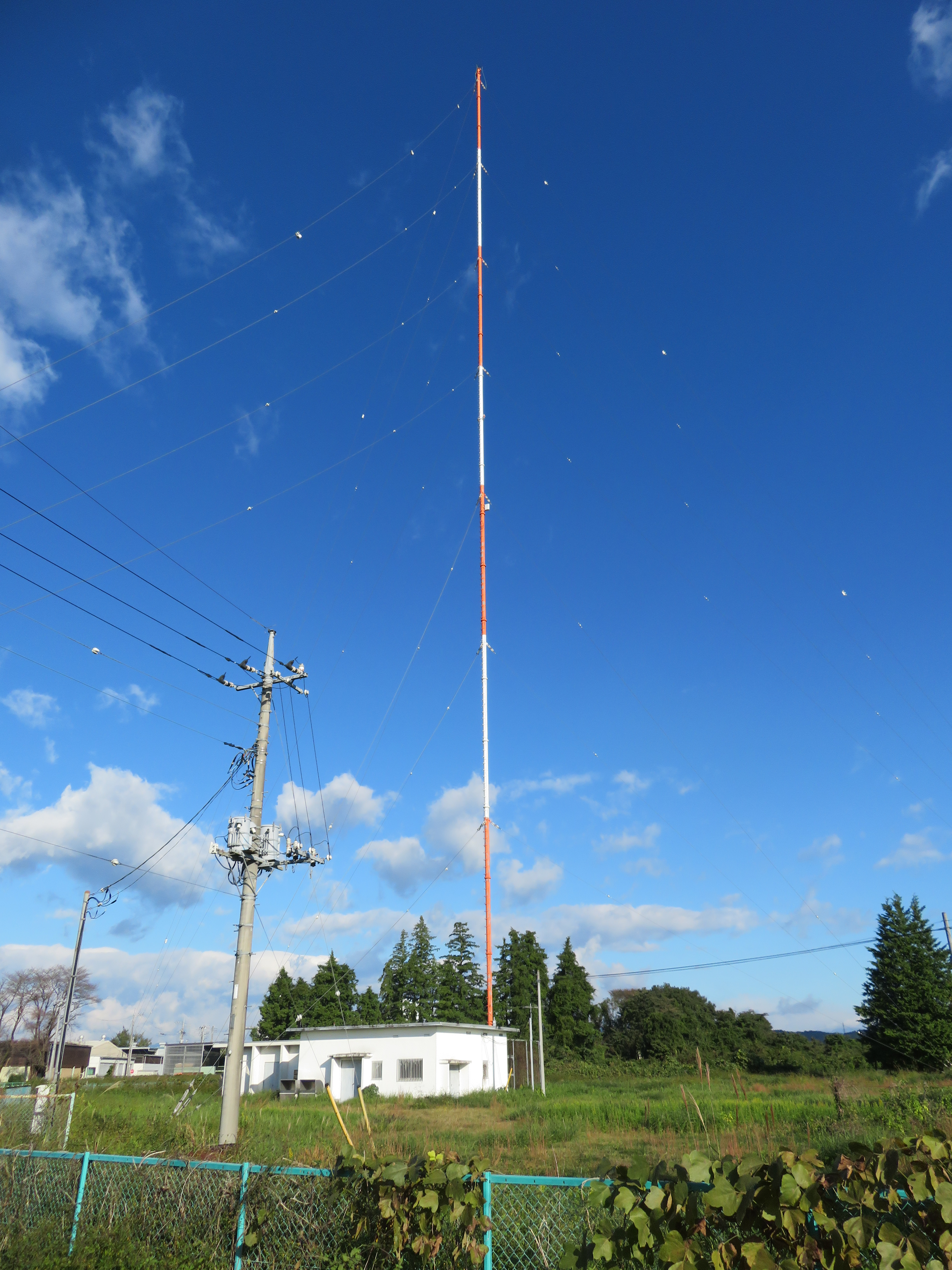
宇都宮送信所

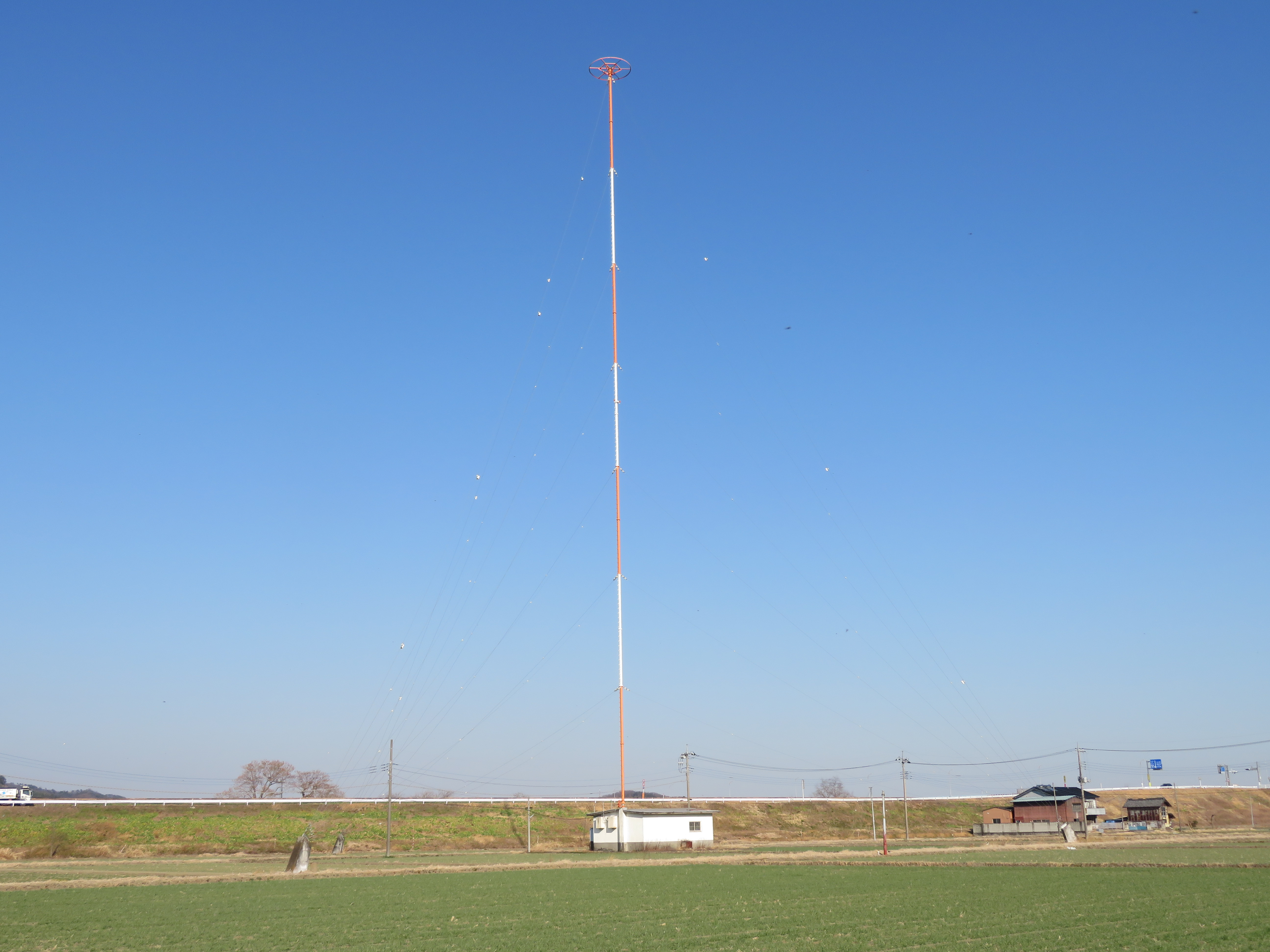
足利中継局

- 周波数ごとに別送出することが可能で、足利局単独のレギュラー番組が組まれたり（両毛スタジオより送出）、地域イベントの生中継・県内首長選挙開票速報・県立高校合格者速報などを別内容で送出していた。（行政広報の例 1982年度秋季=#外部リンクも参照）

1981年4月には「3方向CM送出機」を導入し周波数毎に別のCMを流せる運用をしていたが、2016年3月の社屋移転（器材刷新）を機に運用を終了、廃止後は全局同一内容のCMを放送している。
- 足利局は両毛地区全域をカバーする唯一の電波メディアで、同地区限定のスポットCMを流す時に利用されている。
  - 毎週日曜 8:10 - 8:30で、それぞれ「市民の時間」という統一題名で、宇都宮局と那須局では宇都宮市、鹿沼市、黒磯市（現那須塩原市）、足利局では足利市、佐野市がそれぞれ提供し、各自治体からのお知らせや話題を放送していた。

## 会社概要
- 商号 ： 株式会社栃木放送
- 本社 ： 栃木県宇都宮市昭和二丁目2番5号
- 東京支社 ： 東京都千代田区一ツ橋一丁目1番1号 パレスサイドビルディング3階（とちぎテレビ東京支社内）

## 資本構成
企業・団体は当時の名称。出典：

### 2016年3月31日
| 資本金  | 発行済株式総数 | 株主数 |
| ------- | -------------- | ------ |
| 600万円 | 30,000株       | 6      |

| 株主         | 株式数   | 比率  |
| ------------ | -------- | ----- |
| とちぎテレビ | 26,460株 | 88.2% |

## 沿革
- 1962年（昭和37年）

2016年まで本社・演奏所が入居していた「栃木会館」

  - 7月 - 郵政省が栃木県に中波放送局予備免許割り当て。
  - 9月29日 - 株式会社ラジオ栃木を設立。
- 1963年（昭和38年）
  - 3月 - 新築落成した「栃木会館 新館」8階（宇都宮市塙田町357番地／現・宇都宮市本町12番11号）に入居。
  - 4月1日 - 開局・本放送開始（宇都宮放送局／周波数1530kc・出力1kW）。
  - 5月 - 県域テレビ放送免許申請。
- 1964年（昭和39年）12月24日 - 那須放送局を開局（周波数1560kc・出力100W）。
- 1969年（昭和44年）6月1日 - 社名を株式会社栃木放送に変更。
- 1973年（昭和48年）5月1日 - 県南西部の難聴取地域だった足利市に足利放送局を開局（周波数1060kHz・出力100W）。
- 1976年（昭和51年） - 宇都宮局の出力を5kWに増強。
- 1978年（昭和53年）
  - 全国ラジオネットワーク（NRN）に加盟。
  - 11月23日 - 足利局を1062kHz、那須局を1485kHzに変更（本局の宇都宮局は変更なし）。
- 1982年（昭和57年）3月 - 大型総合住宅展示場「CRTハウジング」オープン。
- 1984年（昭和59年）7月12日 - '84とちぎ博にサテライトスタジオを設置（日本電信電話公社パビリオン「INSスタジオ2001」内）、9月16日の閉幕まで会場内から中継放送を実施。
- 1985年（昭和60年）6月20日 - 県北部の受信状況改善のため、那須局の周波数を864kHz・出力1kWに変更。プリエンファシス方式を導入。
- 1990年（平成2年）9月2日 - 世界選手権自転車競技大会ロードレース実況中継を実施（以後、ジャパンカップサイクルロードレースのスポット中継を毎年実施）。
- 1993年（平成5年）4月1日 - 開局30周年記念・6時間生放送特別番組「いつでもみんな今が青春」放送（24:00 - 6:00）。
- 1995年（平成7年）7月3日 - 深夜放送スタート、「オールナイトニッポン」ネット受け開始。
- 1996年（平成8年）
  - 4月6日 - 「CRTアナウンススクール」開校。
  - 10月 - 県域テレビ放送免許申請取り下げ。
  - 11月1日 - システムソリューションセンターとちぎ（SSCT）と共同でバーチャルモール「栃木エレクトリックシティ」を開設。また、公式ウェブサイトを「tec-crt.co.jp」ドメインにて開設（第1期）。
- 1997年（平成9年）
  - 県域テレビ局「とちぎテレビ」設立にあたり資本参加（1999年4月1日開局）。
  - 10月5日・12月21日 - 「第1回栃木放送高校受験もぎテスト」実施。
- 1998年（平成10年）
  - 3月 - 「ネットスペシャル〜AMラジオ・ワンダーランド」を茨城放送（現在のLuckyFM茨城放送）との共同制作により徳川慶喜展示館から2局同時生中継。
  - 3月 - 両毛支社（足利市）を通三丁目「織物会館3階」から有楽町「足利商工会議所北事務所1階」に移転。
  - 秋頃 - 公式ウェブサイトを「totigihousou.co.jp」ドメインに変更して再開（第2期）。
  - 8月27日 - 8月31日 - 那須水害を特別態勢で報道。
- 1999年（平成11年） - 関連会社の株式会社栃放エンタープライズを設立。
- 2002年（平成14年）2月頃 - 公式ウェブサイトを「crt-radio.co.jp」ドメインに移行（第3期）。
- 2004年（平成16年）
  - 6月 - 資本金を7500万円から1億5000万円に増資。
  - 9月27日 - 「レコメン!」ネット開始。
- 2005年（平成17年）2月 - マスメディア集中排除原則に基づく総務省の全国一斉調査で、栃木放送の株式について読売新聞東京本社が制限を0.6％超えて出資していたことが発覚、厳重に注意する旨の行政指導を受ける。
- 2006年（平成18年）
  - 1月 - 「栃木県郡市対抗駅伝（現・栃木県郡市町対抗駅伝）」中継放送開始。
  - 4月 - 茨城放送との同時生放送「きたかんホットライン」放送開始（10分番組）。
- 2007年（平成19年）
  - 3月 - 大阪支社（大阪市北区梅田三丁目「毎日新聞ビル4階「下野新聞社大阪支社」内」）を廃止。
  - 4月頃 - 東京支社を千代田区一ツ橋一丁目「パレスサイドビルディング東4階」から中央区築地二丁目「トミービル5階」に移転。
- 2008年（平成20年）
  - 3月31日 - 朝5時台のフィラー枠を「朝いちばんミュージック」として番組に昇格、24時間放送体制に移行。
  - 4月 - 開局45周年記念キャラクター「ムパくん」制定。
  - 11月 - シャラリラ歌謡曲の番組企画コンビニ弁当「シャラリラ満月ライス」発売。
- 2009年（平成21年）
  - 3月15日 - 開局45周年記念「下野の国大鍋まつり」開催。
  - 4月1日 - 緊急地震速報の運用開始。
  - 7月1日 - 7月5日 - 茨城県とのタイアップ「茨城県観光キャンペーン」実施、茨城県内のサテライトスタジオから5時間枠の特別番組を放送。
- 2010年（平成22年）4月 - 春期改編で茨城放送との同時生放送ワイド番組枠（隔週毎に交替で制作）を日曜午後に設定。
- 2011年（平成23年）3月11日 - 生ワイド番組「まるきん大行進」放送中に東北地方太平洋沖地震（東日本大震災）が発生。以後のレギュラー放送を中止し災害情報・生活情報を特別態勢で放送（完全24時間送出、日曜深夜のメンテナンス休止なし／同月20日まで）。13日に予定していた「第3回下野の国大鍋まつり」の開催中止を決定。
- 2012年（平成24年）
  - 3月22日 - 県域テレビ局「とちぎテレビ」の子会社となる。資本金を1億5000万円から600万円に減資。
  - 3月 - 両毛支社（足利市）および那須支社（那須塩原市）を廃止。
  - 5月14日 - 東京支社を千代田区「パレスサイドビルディング」（とちぎテレビ東京支社内）に再移転。
- 2014年（平成26年）
  - 1月23日 - 茨城放送と「大災害等緊急時の相互援助協定」を締結。
  - 3月7日 - 開局50周年記念事業として県内公立小学校へラジオ200台を寄贈。
  - 9月2日 - 那須塩原市と「災害対策基本法に基づく放送要請に関する協定」を締結、同月中に県内全25市町と協定を結ぶ。
  - 12月1日 - 12時にradiko（radikoプレミアムを含む）での配信開始。
- 2016年（平成28年）
  - 2月 - 本社および演奏所を宇都宮市昭和二丁目2番5号（栃木県庁北庁舎2号館／とちぎテレビ隣接地）へ部署ごとに順次移転を開始。
  - 3月 - 上旬より新スタジオでの録音番組収録を開始、送出試験をスタート。
  - 3月27日 - 栃木会館での放送業務を終了。
  - 3月28日 - 新スタジオからの生運行・送出およびradikoのステレオ配信開始。
  - 11月29日 - 総務省よりFM補完中継局（宇都宮局）整備補助金の交付決定[23]。
- 2017年（平成29年）
  - 12月21日 - 総務省関東総合通信局からFM補完中継局の予備免許通知書を交付[9]。
  - 12月26日 - 関東総合通信局からFM補完中継局の本免許を交付[24]。
  - 12月28日 - FM補完中継局「CRT-FM[7]」宇都宮局（CRT宇都宮FM[9]）の本放送開始[7]。
- 2018年（平成30年）8月1日 - FM補完中継局「CRT-FM」の足利・葛生局が開局する。同月2日には今市局、3日には塩原局がそれぞれ開局[25]。
- 2020年（令和2年）
  - 7月1日・2日 - 送信所のシステムトラブルで21時42分 - 5時27分の8時間近く、県央地区を対象とする同社AM宇都宮放送局（親局）の放送が無音になる放送中断事故が発生。AM宇都宮放送局の送信を担う鹿沼送信所の送信機に電圧異常が生じ、送信システムがダウン。なお、中継局であるAM両毛・足利中継局、FM補完中継局など同社の他の周波数の放送に異常は無かった[26]。
  - 9月1日 - 茨城放送、ラジオ福島と「災害時・平常時の連携協定」を締結[27][28]。平常時の連携の一環として、同年11月より各局で「ふくしま・いばらき・とちぎ Weekly Lounge」（福島・茨城・栃木各県の観光情報を紹介し合う番組）を放送開始。
- 2021年（令和3年）
  - 11月6日 - 「おうちで餃子祭り！～栃木・静岡 2021～」を静岡放送との共同制作で2局同時生放送。
- 2022年（令和4年）
  - 10月1日 - 「いちご一会とちぎ国体開会式中継」を栃木県内の民放局ではラジオ、テレビを通じて唯一生中継[29]。
- 2025年（令和7年）
  - 12月1日 - 宇都宮・足利・那須の中波送信所3局の運用を休止、停波（予定）[4][5]。

## 天気予報・交通情報BGM
かつては番組ごとに違う曲を採用していたが、後に同じ曲を使うようになった。
- 1999年 - 2000年頃：交通情報は「Ventura Highway」（America）
- 2000年代頃 - 2012年4月1日：天気予報は「I don't Wanna Stop」（The Bamboos）
- 2012年4月2日 - ：天気予報は「雨のウェンズディ」（大滝詠一）

ただし、茨城放送との共同制作「IT'sきたかん」の時間帯のみ別の曲を採用していた。

## タイムテーブル（月刊番組表）
- 番組表とイベント・プレゼントなどを載せたタイムテーブルを発行している。

開局当初より毎月発行していたが番組表とPT時間・サービスエリアを掲載しただけの簡素なもので広告主向けであった。1997年頃より隔月→3カ月ごとと発行頻度を減らしていたが、2008年10月分から広告を導入し毎月発行に戻した。
主に栃木県内の道の駅、栃木銀行、スーパーマーケット「オータニ」、サトーカメラ、ファミリーマート（一部の店舗）などで配布している。

## 放送番組
- 現在放送中の番組については、局公式サイト上の番組表も参照のこと。

2025年4月期番組改編。
番組表内の太字は自社制作番組。

### 平日
| 時                                | 月曜日 | 火曜日 | 水曜日 | 木曜日 | 金曜日                                                                              |
| --------------------------------- | --- | --- | --- | --- | ----------------------------------------------------------------------------------- |
| 5                                 | 5:00 オープニング（栃木県民の歌斉唱=ダ・カーポ） | 5:00 オープニング（栃木県民の歌斉唱=ダ・カーポ） | 5:00 オープニング（栃木県民の歌斉唱=ダ・カーポ） | 5:00 オープニング（栃木県民の歌斉唱=ダ・カーポ）                                                                                   | 5:00 オープニング（栃木県民の歌斉唱=ダ・カーポ）                                    |
| 5                                 | 5:05 健康生活インフォメーション | 5:05 福田こうへいのゆっくり行ぐべぇ～ （IBC岩手放送） | 5:05 解決!知っ得プレミアム | 5:05 はやしべさとし～叙情歌を道連れに～                                                                                            | 5:05 健康生活インフォメーション                                                     |
| 5                                 | 5:20 週刊 なるほど!ニッポン （ニッポン放送） | 5:20 Feel UPでいきましょう | 5:20 めざまし歌謡曲 | 5:20 平野融～メディカル・ストリングス～ （マール）                                                                                 | 5:20 つかさ学 明日を夢見て                                                          |
| 5                                 | 5:30 小倉・IMALUの○○玉手箱 | 5:30 健康イキイキ! | 5:30 お悩みカイホウショッピング | 5:30 今旬!インフォメーション | 5:30 Five S                                                                         |
| 5                                 | 5:45 一条貫太のおはようさん | | | |                                                                                     |
| 5                                 | 5:55 気象予報士 伊藤香 季節の足音（かしわプロダクション） | | | |                                                                                     |
| 6                                 | 6:00 ビタミンとちぎ ▽8:25 - 8:30 羽田美智子のいってらっしゃい（ニッポン放送） | 6:00 ビタミンとちぎ ▽8:25 - 8:30 羽田美智子のいってらっしゃい（ニッポン放送） | 6:00 ビタミンとちぎ ▽8:25 - 8:30 羽田美智子のいってらっしゃい（ニッポン放送） | 6:00 ビタミンとちぎ ▽8:25 - 8:30 羽田美智子のいってらっしゃい（ニッポン放送）                                                      | 6:00 ビタミンとちぎ週末版 ▽8:25 - 8:30 羽田美智子のいってらっしゃい（ニッポン放送） |
| 7                                 | 6:00 ビタミンとちぎ ▽8:25 - 8:30 羽田美智子のいってらっしゃい（ニッポン放送） | 6:00 ビタミンとちぎ ▽8:25 - 8:30 羽田美智子のいってらっしゃい（ニッポン放送） | 6:00 ビタミンとちぎ ▽8:25 - 8:30 羽田美智子のいってらっしゃい（ニッポン放送） | 6:00 ビタミンとちぎ ▽8:25 - 8:30 羽田美智子のいってらっしゃい（ニッポン放送）                                                      | 6:00 ビタミンとちぎ週末版 ▽8:25 - 8:30 羽田美智子のいってらっしゃい（ニッポン放送） |
| 8                                 | 6:00 ビタミンとちぎ ▽8:25 - 8:30 羽田美智子のいってらっしゃい（ニッポン放送） | 6:00 ビタミンとちぎ ▽8:25 - 8:30 羽田美智子のいってらっしゃい（ニッポン放送） | 6:00 ビタミンとちぎ ▽8:25 - 8:30 羽田美智子のいってらっしゃい（ニッポン放送） | 6:00 ビタミンとちぎ ▽8:25 - 8:30 羽田美智子のいってらっしゃい（ニッポン放送）                                                      | 6:00 ビタミンとちぎ週末版 ▽8:25 - 8:30 羽田美智子のいってらっしゃい（ニッポン放送） |
| 9                                 | 6:00 ビタミンとちぎ ▽8:25 - 8:30 羽田美智子のいってらっしゃい（ニッポン放送） | 6:00 ビタミンとちぎ ▽8:25 - 8:30 羽田美智子のいってらっしゃい（ニッポン放送） | 6:00 ビタミンとちぎ ▽8:25 - 8:30 羽田美智子のいってらっしゃい（ニッポン放送） | 6:00 ビタミンとちぎ ▽8:25 - 8:30 羽田美智子のいってらっしゃい（ニッポン放送）                                                      | 9:00 ど〜も、嶋均三です                                                             |
| 10                                | 6:00 ビタミンとちぎ ▽8:25 - 8:30 羽田美智子のいってらっしゃい（ニッポン放送） | 6:00 ビタミンとちぎ ▽8:25 - 8:30 羽田美智子のいってらっしゃい（ニッポン放送） | 6:00 ビタミンとちぎ ▽8:25 - 8:30 羽田美智子のいってらっしゃい（ニッポン放送） | 6:00 ビタミンとちぎ ▽8:25 - 8:30 羽田美智子のいってらっしゃい（ニッポン放送）                                                      | 9:00 ど〜も、嶋均三です                                                             |
| 11                                | 6:00 ビタミンとちぎ ▽8:25 - 8:30 羽田美智子のいってらっしゃい（ニッポン放送） | 6:00 ビタミンとちぎ ▽8:25 - 8:30 羽田美智子のいってらっしゃい（ニッポン放送） | 6:00 ビタミンとちぎ ▽8:25 - 8:30 羽田美智子のいってらっしゃい（ニッポン放送） | 6:00 ビタミンとちぎ ▽8:25 - 8:30 羽田美智子のいってらっしゃい（ニッポン放送）                                                      | 9:00 ど〜も、嶋均三です                                                             |
| 12                                | 12:00 ニュース・天気予報 | 12:00 ニュース・天気予報 | 12:00 ニュース・天気予報 | 12:00 ニュース・天気予報 | 9:00 ど〜も、嶋均三です                                                             |
| 12                                | 12:10 小倉・IMALUの◯◯玉手箱 | 12:10 イトーとスドーのモノ申し隊! | 12:10 Buy Now | 12:10 健康生活インフォメーション                                                                                                   | 9:00 ど〜も、嶋均三です                                                             |
| 12                                | 12:25 交通情報・天気予報 | | | | 9:00 ど〜も、嶋均三です                                                             |
| 12                                | 12:30 TALK & MUSIC | | | | 9:00 ど〜も、嶋均三です                                                             |
| 12                                | 12:45 ドラマってムジカ（かしわプロダクション） | | | | 9:00 ど〜も、嶋均三です                                                             |
| 12                                | 12:55 交通情報 | | | | 9:00 ど〜も、嶋均三です                                                             |
| 13                                | 13:00 Accent ▽おばあちゃんにラジオ（火曜 17:05 - 17:20） ▽ブリッツェンのイナズマRadio!!（月曜 18:15 - 18:30） ▽ゴールデンブレーブスthe Dreamers（火曜 18:15 - 18:30） ▽Come on! Bucks!（水曜 18:15 - 18:30） | 13:00 Accent ▽おばあちゃんにラジオ（火曜 17:05 - 17:20） ▽ブリッツェンのイナズマRadio!!（月曜 18:15 - 18:30） ▽ゴールデンブレーブスthe Dreamers（火曜 18:15 - 18:30） ▽Come on! Bucks!（水曜 18:15 - 18:30） | 13:00 Accent ▽おばあちゃんにラジオ（火曜 17:05 - 17:20） ▽ブリッツェンのイナズマRadio!!（月曜 18:15 - 18:30） ▽ゴールデンブレーブスthe Dreamers（火曜 18:15 - 18:30） ▽Come on! Bucks!（水曜 18:15 - 18:30） | 13:00 つぶやき松井のよ～く聴かないで ▽よしもとチョーベリーグッドイブニング（木曜 17:05 - 17:15） ▽BEST!BREX!（木曜 18:15 - 18:30） | 13:00 隆さま劇場 ▽バモス!栃木SC!（16:40-16:55）                                     |
| 14                                | 13:00 Accent ▽おばあちゃんにラジオ（火曜 17:05 - 17:20） ▽ブリッツェンのイナズマRadio!!（月曜 18:15 - 18:30） ▽ゴールデンブレーブスthe Dreamers（火曜 18:15 - 18:30） ▽Come on! Bucks!（水曜 18:15 - 18:30） | 13:00 Accent ▽おばあちゃんにラジオ（火曜 17:05 - 17:20） ▽ブリッツェンのイナズマRadio!!（月曜 18:15 - 18:30） ▽ゴールデンブレーブスthe Dreamers（火曜 18:15 - 18:30） ▽Come on! Bucks!（水曜 18:15 - 18:30） | 13:00 Accent ▽おばあちゃんにラジオ（火曜 17:05 - 17:20） ▽ブリッツェンのイナズマRadio!!（月曜 18:15 - 18:30） ▽ゴールデンブレーブスthe Dreamers（火曜 18:15 - 18:30） ▽Come on! Bucks!（水曜 18:15 - 18:30） | 13:00 つぶやき松井のよ～く聴かないで ▽よしもとチョーベリーグッドイブニング（木曜 17:05 - 17:15） ▽BEST!BREX!（木曜 18:15 - 18:30） | 13:00 隆さま劇場 ▽バモス!栃木SC!（16:40-16:55）                                     |
| 15                                | 13:00 Accent ▽おばあちゃんにラジオ（火曜 17:05 - 17:20） ▽ブリッツェンのイナズマRadio!!（月曜 18:15 - 18:30） ▽ゴールデンブレーブスthe Dreamers（火曜 18:15 - 18:30） ▽Come on! Bucks!（水曜 18:15 - 18:30） | 13:00 Accent ▽おばあちゃんにラジオ（火曜 17:05 - 17:20） ▽ブリッツェンのイナズマRadio!!（月曜 18:15 - 18:30） ▽ゴールデンブレーブスthe Dreamers（火曜 18:15 - 18:30） ▽Come on! Bucks!（水曜 18:15 - 18:30） | 13:00 Accent ▽おばあちゃんにラジオ（火曜 17:05 - 17:20） ▽ブリッツェンのイナズマRadio!!（月曜 18:15 - 18:30） ▽ゴールデンブレーブスthe Dreamers（火曜 18:15 - 18:30） ▽Come on! Bucks!（水曜 18:15 - 18:30） | 13:00 つぶやき松井のよ～く聴かないで ▽よしもとチョーベリーグッドイブニング（木曜 17:05 - 17:15） ▽BEST!BREX!（木曜 18:15 - 18:30） | 13:00 隆さま劇場 ▽バモス!栃木SC!（16:40-16:55）                                     |
| 16                                | 13:00 Accent ▽おばあちゃんにラジオ（火曜 17:05 - 17:20） ▽ブリッツェンのイナズマRadio!!（月曜 18:15 - 18:30） ▽ゴールデンブレーブスthe Dreamers（火曜 18:15 - 18:30） ▽Come on! Bucks!（水曜 18:15 - 18:30） | 13:00 Accent ▽おばあちゃんにラジオ（火曜 17:05 - 17:20） ▽ブリッツェンのイナズマRadio!!（月曜 18:15 - 18:30） ▽ゴールデンブレーブスthe Dreamers（火曜 18:15 - 18:30） ▽Come on! Bucks!（水曜 18:15 - 18:30） | 13:00 Accent ▽おばあちゃんにラジオ（火曜 17:05 - 17:20） ▽ブリッツェンのイナズマRadio!!（月曜 18:15 - 18:30） ▽ゴールデンブレーブスthe Dreamers（火曜 18:15 - 18:30） ▽Come on! Bucks!（水曜 18:15 - 18:30） | 13:00 つぶやき松井のよ～く聴かないで ▽よしもとチョーベリーグッドイブニング（木曜 17:05 - 17:15） ▽BEST!BREX!（木曜 18:15 - 18:30） | 13:00 隆さま劇場 ▽バモス!栃木SC!（16:40-16:55）                                     |
| 17                                | 13:00 Accent ▽おばあちゃんにラジオ（火曜 17:05 - 17:20） ▽ブリッツェンのイナズマRadio!!（月曜 18:15 - 18:30） ▽ゴールデンブレーブスthe Dreamers（火曜 18:15 - 18:30） ▽Come on! Bucks!（水曜 18:15 - 18:30） | 13:00 Accent ▽おばあちゃんにラジオ（火曜 17:05 - 17:20） ▽ブリッツェンのイナズマRadio!!（月曜 18:15 - 18:30） ▽ゴールデンブレーブスthe Dreamers（火曜 18:15 - 18:30） ▽Come on! Bucks!（水曜 18:15 - 18:30） | 13:00 Accent ▽おばあちゃんにラジオ（火曜 17:05 - 17:20） ▽ブリッツェンのイナズマRadio!!（月曜 18:15 - 18:30） ▽ゴールデンブレーブスthe Dreamers（火曜 18:15 - 18:30） ▽Come on! Bucks!（水曜 18:15 - 18:30） | 13:00 つぶやき松井のよ～く聴かないで ▽よしもとチョーベリーグッドイブニング（木曜 17:05 - 17:15） ▽BEST!BREX!（木曜 18:15 - 18:30） | 13:00 隆さま劇場 ▽バモス!栃木SC!（16:40-16:55）                                     |
| 18                                | 13:00 Accent ▽おばあちゃんにラジオ（火曜 17:05 - 17:20） ▽ブリッツェンのイナズマRadio!!（月曜 18:15 - 18:30） ▽ゴールデンブレーブスthe Dreamers（火曜 18:15 - 18:30） ▽Come on! Bucks!（水曜 18:15 - 18:30） | 13:00 Accent ▽おばあちゃんにラジオ（火曜 17:05 - 17:20） ▽ブリッツェンのイナズマRadio!!（月曜 18:15 - 18:30） ▽ゴールデンブレーブスthe Dreamers（火曜 18:15 - 18:30） ▽Come on! Bucks!（水曜 18:15 - 18:30） | 13:00 Accent ▽おばあちゃんにラジオ（火曜 17:05 - 17:20） ▽ブリッツェンのイナズマRadio!!（月曜 18:15 - 18:30） ▽ゴールデンブレーブスthe Dreamers（火曜 18:15 - 18:30） ▽Come on! Bucks!（水曜 18:15 - 18:30） | 13:00 つぶやき松井のよ～く聴かないで ▽よしもとチョーベリーグッドイブニング（木曜 17:05 - 17:15） ▽BEST!BREX!（木曜 18:15 - 18:30） | 13:00 隆さま劇場 ▽バモス!栃木SC!（16:40-16:55）                                     |
| 18:20 CRTナイター（ニッポン放送） | 13:00 Accent ▽おばあちゃんにラジオ（火曜 17:05 - 17:20） ▽ブリッツェンのイナズマRadio!!（月曜 18:15 - 18:30） ▽ゴールデンブレーブスthe Dreamers（火曜 18:15 - 18:30） ▽Come on! Bucks!（水曜 18:15 - 18:30） | 13:00 Accent ▽おばあちゃんにラジオ（火曜 17:05 - 17:20） ▽ブリッツェンのイナズマRadio!!（月曜 18:15 - 18:30） ▽ゴールデンブレーブスthe Dreamers（火曜 18:15 - 18:30） ▽Come on! Bucks!（水曜 18:15 - 18:30） | 13:00 Accent ▽おばあちゃんにラジオ（火曜 17:05 - 17:20） ▽ブリッツェンのイナズマRadio!!（月曜 18:15 - 18:30） ▽ゴールデンブレーブスthe Dreamers（火曜 18:15 - 18:30） ▽Come on! Bucks!（水曜 18:15 - 18:30） | 13:00 つぶやき松井のよ～く聴かないで ▽よしもとチョーベリーグッドイブニング（木曜 17:05 - 17:15） ▽BEST!BREX!（木曜 18:15 - 18:30） |                                                                                     |
| 19                                | 19:00 APESのだらだら天国 | 19:00 さかはし矢波の三ツ星クラシック(再放送) | 19:00 9時までよろしいでしょうか? | 19:00 うたの王様 |                                                                                     |
| 19                                | 19:30 佐藤竹善 from Sing Like Talking「レコード部屋」（静岡放送） | 19:30 古田佳子和楽囃子が聴こえる(再放送) | 19:00 9時までよろしいでしょうか? | 19:00 うたの王様 |                                                                                     |
| 20                                | 20:00 Your Job?ミライの扉～人生を変える仕事図鑑～ | 20:00 アナログ専科（再放送） | 19:00 9時までよろしいでしょうか? | 20:00 歌めぐり・風だより |                                                                                     |
| 20                                | 20:30 10+わいわい情報局 | 20:00 アナログ専科（再放送） | 19:00 9時までよろしいでしょうか? | 20:30 志の輔&雷鳥のなんでか?ニッポン（北日本放送）                                                                                 |                                                                                     |
| 21                                | 21:00 MARIKAの夢工房 | 21:00 チャラのOH!マイ・アニメ!（再放送） | 21:00 スターダスト・レビューの星になるまで（調布エフエム放送） | 21:30 伊奈かっぺい・ことわざのわざ（青森放送）                                                                                     | 21:00 ミュージックブルペン（かしわプロダクション）                                  |
| 21                                | 21:30 音楽☆とらのアナ（火曜会） | 21:00 チャラのOH!マイ・アニメ!（再放送） | 21:30 竹本孝之 Song For Tomorrow（調布エフエム放送） | 21:30 村木弾のやるのでGOZARU | 21:00 ミュージックブルペン（かしわプロダクション）                                  |
| 22                                | 22:00 リブート! | 22:00 藤田恵美のかみつれ雑貨店（マール） | 22:00 ももいろクローバーZ ももクロくらぶxoxo（ニッポン放送） | 22:00 朝倉さやのモウバンゲダドリャ!（山形放送）                                                                                    | 22:00 ひなたまつり（新潟放送）                                                      |
| 22                                | 22:00 リブート! | 22:30 我ら音楽仲間たち | 22:30 青山二丁目劇場（文化放送） | 22:30 ひがけい子の今日ん にふぇーでーびる（ラジオ沖縄）                                                                            | 22:30 宇都宮動物園 Presents 恋する動物園☆                                           |
| 23                                | 23:00 だいまじんのぼっこれマンデーナイト | 23:00 スターライト★シンフォニー 〜星空公園へようこそ〜 | 23:00 Deli POPS | 23:00 諏訪道彦のスワラジS | 23:00 MUSIC GARDEN                                                                  |
| 23                                | 23:00 だいまじんのぼっこれマンデーナイト | 23:00 スターライト★シンフォニー 〜星空公園へようこそ〜 | 23:00 Deli POPS | 23:30 イマヤスの第三HENTAI(半) | 23:30 松村邦洋のOH-!邦自慢（山口放送）                                              |
| 0                                 | 0:00 レコメン!（文化放送） | 0:00 レコメン!（文化放送） | 0:00 レコメン!（文化放送） | 0:00 レコメン!（文化放送） | 0:00 嵐・相葉雅紀のレコメン!アラシリミックス（文化放送）                            |
| 1                                 | 1:00 オールナイトニッポン（ニッポン放送） | 1:00 オールナイトニッポン（ニッポン放送） | 1:00 オールナイトニッポン（ニッポン放送） | 1:00 オールナイトニッポン（ニッポン放送）                                                                                          | 1:00 オールナイトニッポン（ニッポン放送）                                           |
| 2                                 | 山田裕貴のオールナイトニッポン | 星野源のオールナイトニッポン | 乃木坂46のオールナイトニッポン | ナインティナインのオールナイトニッポン                                                                                             | 霜降り明星のオールナイトニッポン                                                    |
| 3                                 | 3:00 オールナイトニッポン0(ZERO)（ニッポン放送） | 3:00 オールナイトニッポン0(ZERO)（ニッポン放送） | 3:00 オールナイトニッポン0(ZERO)（ニッポン放送） | 3:00 オールナイトニッポン0(ZERO)（ニッポン放送）                                                                                   | 3:00 オールナイトニッポン0(ZERO)（ニッポン放送）                                    |
| 4                                 | キタニタツヤのオールナイトニッポン0(ZERO) | あののオールナイトニッポン0(ZERO) | 佐久間宣行のオールナイトニッポン0(ZERO) | マヂカルラブリーのオールナイトニッポン0(ZERO)                                                                                      | 三四郎のオールナイトニッポン0(ZERO)                                                 |
| 4                                 | 4:30 上柳昌彦 あさぼらけ（ニッポン放送） | | | | 三四郎のオールナイトニッポン0(ZERO)                                                 |

### 土曜・日曜
| 時                        | 土曜日 | 日曜日 |
| ------------------------- | --- | --- |
| 5                         | 5:00 サタデーとちぎ ▽6:05 - 6:35 天使のモーニングコール（幸福の科学） ▽8:30 - 8:45 田川寿美の一期一会（スバルプランニング） ▽8:45 - 9:00 あすか美生とキャッチボール ▽10:30 - 10:45 ダーリンハニーの旅列車 出発進行～!!（かしわプロダクション） ▽12:45 - 13:00 岡村孝子 あの頃ミュージック（かしわプロダクション） | 5:00 サンデーとちぎ ▽6:15 - 6:30 世の光 いきいきタイム ▽8:30 - 8:45 あなたの心の杖 |
| 6                         | 5:00 サタデーとちぎ ▽6:05 - 6:35 天使のモーニングコール（幸福の科学） ▽8:30 - 8:45 田川寿美の一期一会（スバルプランニング） ▽8:45 - 9:00 あすか美生とキャッチボール ▽10:30 - 10:45 ダーリンハニーの旅列車 出発進行～!!（かしわプロダクション） ▽12:45 - 13:00 岡村孝子 あの頃ミュージック（かしわプロダクション） | 5:00 サンデーとちぎ ▽6:15 - 6:30 世の光 いきいきタイム ▽8:30 - 8:45 あなたの心の杖 |
| 7                         | 5:00 サタデーとちぎ ▽6:05 - 6:35 天使のモーニングコール（幸福の科学） ▽8:30 - 8:45 田川寿美の一期一会（スバルプランニング） ▽8:45 - 9:00 あすか美生とキャッチボール ▽10:30 - 10:45 ダーリンハニーの旅列車 出発進行～!!（かしわプロダクション） ▽12:45 - 13:00 岡村孝子 あの頃ミュージック（かしわプロダクション） | 5:00 サンデーとちぎ ▽6:15 - 6:30 世の光 いきいきタイム ▽8:30 - 8:45 あなたの心の杖 |
| 8                         | 5:00 サタデーとちぎ ▽6:05 - 6:35 天使のモーニングコール（幸福の科学） ▽8:30 - 8:45 田川寿美の一期一会（スバルプランニング） ▽8:45 - 9:00 あすか美生とキャッチボール ▽10:30 - 10:45 ダーリンハニーの旅列車 出発進行～!!（かしわプロダクション） ▽12:45 - 13:00 岡村孝子 あの頃ミュージック（かしわプロダクション） | 5:00 サンデーとちぎ ▽6:15 - 6:30 世の光 いきいきタイム ▽8:30 - 8:45 あなたの心の杖 |
| 9                         | 5:00 サタデーとちぎ ▽6:05 - 6:35 天使のモーニングコール（幸福の科学） ▽8:30 - 8:45 田川寿美の一期一会（スバルプランニング） ▽8:45 - 9:00 あすか美生とキャッチボール ▽10:30 - 10:45 ダーリンハニーの旅列車 出発進行～!!（かしわプロダクション） ▽12:45 - 13:00 岡村孝子 あの頃ミュージック（かしわプロダクション） | 5:00 サンデーとちぎ ▽6:15 - 6:30 世の光 いきいきタイム ▽8:30 - 8:45 あなたの心の杖 |
| 10                        | 5:00 サタデーとちぎ ▽6:05 - 6:35 天使のモーニングコール（幸福の科学） ▽8:30 - 8:45 田川寿美の一期一会（スバルプランニング） ▽8:45 - 9:00 あすか美生とキャッチボール ▽10:30 - 10:45 ダーリンハニーの旅列車 出発進行～!!（かしわプロダクション） ▽12:45 - 13:00 岡村孝子 あの頃ミュージック（かしわプロダクション） | 5:00 サンデーとちぎ ▽6:15 - 6:30 世の光 いきいきタイム ▽8:30 - 8:45 あなたの心の杖 |
| 11                        | 5:00 サタデーとちぎ ▽6:05 - 6:35 天使のモーニングコール（幸福の科学） ▽8:30 - 8:45 田川寿美の一期一会（スバルプランニング） ▽8:45 - 9:00 あすか美生とキャッチボール ▽10:30 - 10:45 ダーリンハニーの旅列車 出発進行～!!（かしわプロダクション） ▽12:45 - 13:00 岡村孝子 あの頃ミュージック（かしわプロダクション） | 5:00 サンデーとちぎ ▽6:15 - 6:30 世の光 いきいきタイム ▽8:30 - 8:45 あなたの心の杖 |
| 12                        | 5:00 サタデーとちぎ ▽6:05 - 6:35 天使のモーニングコール（幸福の科学） ▽8:30 - 8:45 田川寿美の一期一会（スバルプランニング） ▽8:45 - 9:00 あすか美生とキャッチボール ▽10:30 - 10:45 ダーリンハニーの旅列車 出発進行～!!（かしわプロダクション） ▽12:45 - 13:00 岡村孝子 あの頃ミュージック（かしわプロダクション） | 5:00 サンデーとちぎ ▽6:15 - 6:30 世の光 いきいきタイム ▽8:30 - 8:45 あなたの心の杖 |
| 13                        | 13:00 toy box ▽17:00 - 17:30 明日への扉〜いのちのラジオ〜（第1,2土曜）、栄光のレジェンド～未来へ向かって～（第3,4,5土曜）（ラジオ関西） ▽17:30 - 17:45 タイタンの学校presents TCCサタデーキャンパス ▽18:15 - 18:30 ～笑って学ぼう!～オシエルズのオシエル教室                                                      | 13:00 toy box ▽13:30 - 14:00 純烈 スーパー銭湯!!（かしわプロダクション） ▽14:00 - 14:30 須賀由美子の“四季”をうたう ▽15:30 - 15:45 銀シャリのおむすびラジオ ▽16:35 - 16:55 テレフォン人生相談（ニッポン放送） ▽18:15 - 18:30 山口勝平のモンキーラジオ! |
| 14                        | 13:00 toy box ▽17:00 - 17:30 明日への扉〜いのちのラジオ〜（第1,2土曜）、栄光のレジェンド～未来へ向かって～（第3,4,5土曜）（ラジオ関西） ▽17:30 - 17:45 タイタンの学校presents TCCサタデーキャンパス ▽18:15 - 18:30 ～笑って学ぼう!～オシエルズのオシエル教室                                                      | 13:00 toy box ▽13:30 - 14:00 純烈 スーパー銭湯!!（かしわプロダクション） ▽14:00 - 14:30 須賀由美子の“四季”をうたう ▽15:30 - 15:45 銀シャリのおむすびラジオ ▽16:35 - 16:55 テレフォン人生相談（ニッポン放送） ▽18:15 - 18:30 山口勝平のモンキーラジオ! |
| 15                        | 13:00 toy box ▽17:00 - 17:30 明日への扉〜いのちのラジオ〜（第1,2土曜）、栄光のレジェンド～未来へ向かって～（第3,4,5土曜）（ラジオ関西） ▽17:30 - 17:45 タイタンの学校presents TCCサタデーキャンパス ▽18:15 - 18:30 ～笑って学ぼう!～オシエルズのオシエル教室                                                      | 13:00 toy box ▽13:30 - 14:00 純烈 スーパー銭湯!!（かしわプロダクション） ▽14:00 - 14:30 須賀由美子の“四季”をうたう ▽15:30 - 15:45 銀シャリのおむすびラジオ ▽16:35 - 16:55 テレフォン人生相談（ニッポン放送） ▽18:15 - 18:30 山口勝平のモンキーラジオ! |
| 16                        | 13:00 toy box ▽17:00 - 17:30 明日への扉〜いのちのラジオ〜（第1,2土曜）、栄光のレジェンド～未来へ向かって～（第3,4,5土曜）（ラジオ関西） ▽17:30 - 17:45 タイタンの学校presents TCCサタデーキャンパス ▽18:15 - 18:30 ～笑って学ぼう!～オシエルズのオシエル教室                                                      | 13:00 toy box ▽13:30 - 14:00 純烈 スーパー銭湯!!（かしわプロダクション） ▽14:00 - 14:30 須賀由美子の“四季”をうたう ▽15:30 - 15:45 銀シャリのおむすびラジオ ▽16:35 - 16:55 テレフォン人生相談（ニッポン放送） ▽18:15 - 18:30 山口勝平のモンキーラジオ! |
| 17                        | 13:00 toy box ▽17:00 - 17:30 明日への扉〜いのちのラジオ〜（第1,2土曜）、栄光のレジェンド～未来へ向かって～（第3,4,5土曜）（ラジオ関西） ▽17:30 - 17:45 タイタンの学校presents TCCサタデーキャンパス ▽18:15 - 18:30 ～笑って学ぼう!～オシエルズのオシエル教室                                                      | 13:00 toy box ▽13:30 - 14:00 純烈 スーパー銭湯!!（かしわプロダクション） ▽14:00 - 14:30 須賀由美子の“四季”をうたう ▽15:30 - 15:45 銀シャリのおむすびラジオ ▽16:35 - 16:55 テレフォン人生相談（ニッポン放送） ▽18:15 - 18:30 山口勝平のモンキーラジオ! |
| 18                        | 13:00 toy box ▽17:00 - 17:30 明日への扉〜いのちのラジオ〜（第1,2土曜）、栄光のレジェンド～未来へ向かって～（第3,4,5土曜）（ラジオ関西） ▽17:30 - 17:45 タイタンの学校presents TCCサタデーキャンパス ▽18:15 - 18:30 ～笑って学ぼう!～オシエルズのオシエル教室                                                      | 13:00 toy box ▽13:30 - 14:00 純烈 スーパー銭湯!!（かしわプロダクション） ▽14:00 - 14:30 須賀由美子の“四季”をうたう ▽15:30 - 15:45 銀シャリのおむすびラジオ ▽16:35 - 16:55 テレフォン人生相談（ニッポン放送） ▽18:15 - 18:30 山口勝平のモンキーラジオ! |
| 18:45 たんぽぽの綿毛time♪ | 18:45 大塚徹の明快人間学 | |
| 19                        | 19:00 未来を照らせ ～KOSEN*Passport to the world～ | 19:00 さかはし矢波の三ツ星クラシック |
| 19                        | 19:30 ナンバーX | 19:30 古田佳子 和楽囃子が聴こえる |
| 20                        | 20:00 アナログ専科 | 20:00 サトウヒロコ de SHOW Neo! |
| 20                        | 20:00 アナログ専科 | 20:30 APESのだらだら天国（再放送） |
| 21                        | 21:00 マリコのクラシック♪ガーデン | 21:00 芸人お試しラジオ「デドコロ」 （火曜会） |
| 21                        | 21:00 マリコのクラシック♪ガーデン | 21:30 かが屋の鶴の間（中国放送） |
| 22                        | 22:00 チャラのOH!マイ・アニメ | 22:00 佐田玲子のひとりじゃないよ |
| 22                        | 22:00 チャラのOH!マイ・アニメ | 22:30 亀渕昭信のお宝POPS（火曜会） |
| 23                        | 23:00 祥子のチョット・CHAT・CHAT | 23:00 ジャズ倶楽部 |
| 23                        | 23:30 福山雅治と荘口彰久の「地底人ラジオ」（渋谷のラジオ） | 23:00 ジャズ倶楽部 |
| 0                         | （0:00 - 5:00 放送休止 終了音楽：ロバート・マクスウェル「引き潮」） | |
| 1                         | （0:00 - 5:00 放送休止 終了音楽：ロバート・マクスウェル「引き潮」） | 1:00 オードリーのオールナイトニッポン（ニッポン放送） |
| 2                         | （0:00 - 5:00 放送休止 終了音楽：ロバート・マクスウェル「引き潮」） | 1:00 オードリーのオールナイトニッポン（ニッポン放送） |
| 3                         | （0:00 - 5:00 放送休止 終了音楽：ロバート・マクスウェル「引き潮」） | 3:00 オールナイトニッポン0(ZERO)（ニッポン放送） |
| 4                         | （0:00 - 5:00 放送休止 終了音楽：ロバート・マクスウェル「引き潮」） | ヤーレンズのオールナイトニッポン0(ZERO)（最終週） |

### 不定期・特別番組・期間限定番組
- CRTナイター（プロ野球中継、2017年度以降は金曜 18:20 - 21:00）
- TALK & MUSIC（不定期）
- CRTニュース（下記参照）
- 交通情報
- 天気予報
- 栃木SC実況生中継（Jリーグ栃木SCホームゲーム中継）
- BREX SUPER LIVE（Bリーグ[注 18]宇都宮ブレックス中継）
- 栃木県サッカー選手権大会（サッカー天皇杯栃木県予選兼任）
- 全国高等学校野球選手権栃木大会中継
- 栃木県郡市町対抗駅伝競走大会（2006年から）
- ジャパンカップサイクルロードレース
- おうちで餃子祭り! 栃木・静岡 2021（2021年11月6日・栃木放送/SBSラジオ） - 2局同時放送

### 過去に放送していた番組
平日明け方
- 朝いちばんミュージック

平日朝　
- おはようCRT今朝も元気で!（1988年5月23日 - 1998年4月3日）
- 元気もりもりおはようトマト
- 朝はきよ・さと→朝はきよ・ちよ[月-木]／朝はいち・まさ[金]（1998年4月 - 2001年3月）
- 気分爽快!ラジオDEゴー!（2001年4月 - 2005年9月）
- CRTモーニングダイヤル〜朝はココから〜
- CRTモーニングタイムズ
- ココロ晴れルヤ!（月曜-金曜 5:00 - 8:55）

平日昼前
- サロンミュージック
- 奥様サロン（? - 1988年5月20日）
- おまかせワイド300分→おまかせワイドあんたがたより→おまかせワイド（1988年5月23日 - 2002年3月）
- 今日もごきげん!こんにちワイド（2002年4月 - 2008年）
- ラジっちゃう?（2008年4月 - 2014年11月）
- シモツカル
- グレイト!!!（月曜-水曜 9:00 - 15:55）
- 栃木放送タギル（2018年 - 2020年）

平日昼過ぎ　
- 昼のリクエストアワー
- ハローとちぎ 只今お昼
- 平成ラジオ通り
- 本町8階交差点
- シャラリラ歌謡曲（2005年10月3日 - 2010年4月1日）
- パートナー
- でっかくいこうパートナー（ - 1988年5月20日）
- にこにこわいど（1988年5月23日 - 1998年4月3日）
- 午後はことたま
- ミキシング!（2023年4月 - 2024年3月）

平日夕方　
- いざ出陣シロクジワイド（ - 1988年5月20日）
- ダンディービューティ&ミュージック
- ニュースロータリー
- ・・・with you
- CRT DAY WAVE
- ゆうがたフレンズ
- CRTイヴニングタイムズ
- ツーミリオン+（プラス）!
- インサイトTODAY

平日夜　
- 夜のリクエストアワー
- CRTニュース&ミュージック
- 東力士のWE LOVE TOCHIGI～ハスラー達のとのぶつかり稽古～（?-2023年3月、木曜20:00-20:30）

金曜日　
- まるきん大行進（2008年 - 2020年）
- SKE48 福士奈央のまいしゅうどんちゃん（2017年10月6日 - 2020年9月、金曜 21:45 - 22:00）

土曜日　
- おはようサタデー
- ハミング・サタデー
- どんどん土曜日
- 歌う海賊団ッ!船長のお宝探し大冒険!（12:10 - 12:40、 - 2021年3月26日）
- オープンスタジオ1062
  - あらいきよしのあぶない土曜日
  - ウキウキサタデー（小田島建夫）
- ただよし・いずみのラジオが一番！ラジいちワイド
- WEEKEND BREEZE（1998年度）
- MUSIC JUNCTION（信末ゆかり）
  - WAO!WAO!STREET（morio）
- 土曜ちゃっかり亭（13:00 - 16:00）
- あの時この歌昭和歌謡とともに（16:45 - 18:30）
- あらいきよしの星空ベストテン（1982年4月 - 1999年4月）
- 名曲をあなたに（ - 2020年9月、21:10 - 22:00）
- 南わこと鳥海きよしの音のプラットホーム(2021年4月3日 - 2022年3月26日、12:10 - 12:40)
- ふれ愛歌謡ランド（?-2023年3月、土曜19:30-20:00）[注 19]

日曜日　
- さんさんサンデー
- CRTワイドステーション
- MUSIC JUNCTION
- 林さとこのビューティフル・サンデー（2005年4月 - 2007年9月）
- IT's きたかん（茨城放送との相互制作・同時ネット、隔週で栃木発）
- まろにえクルーズ（13:00 - 16:00）
- サンデーミュージック（小田島建夫）
- 松井里恵のSUNDAY SUNDAE
- しもつけ歌謡ストリート（1999年4月 - 2019年3月、16:00 - 18:30）
- えひめ憲一 歌のきずな（16:05 - 16:30、? - 2021年3月28日、2019年3月まで単独番組、2019年4月から終了までは「toy box」に内包）
- 歌う滝のぼり!（16:35 - 16:50、? - 2021年3月28日）
- 野中さおり 歌謡百景（?-2023年3月、日曜20:30-21:00）

その他
- いずみが水汲みにきて
- 沖井博行OPEN YOUR HEART ※不祥事により途中打ち切り
- こちらアニメマニア編集部（ - 1991年7月）
- サイコCLUB
- 斉藤和義・素敵な匂いの世界
- サウンズ・ウイズ・コーク（企画ネット番組、1978年4月 - 1991年4月6日）
- 佐藤ひろこ de SHOW（2008年4月 - 2011年4月3日）
- シャングリラ・サタデー
- CRT MIDNIGHT SAVERS（1995年7月3日 - ）
  - SOUND CAFE
  - さとこのホッ!タイム
  - 鈴江くんと新井くん
  - ゆかりのYOU×2 LAND
  - 横山広子・夢のベンチで
  - RIEのエイリアンストリート
  - ワッキーのPARTY NIGHT
- JFCクリクリクリニック
- スギノコ・タイムズ
- 週刊すずえらんど
- スギノコ・タイムズ
- 青春キック・オフ（1993年10月 - 1994年3月）
- オールとちぎBEST10→ 西武（→CRT）ポップスベスト10
- DJ・GENKIのPOWER UP RADIO!
- どすこい電リク・かかってこいよ（1992年10月 - 1993年3月）
- ハローボウリング（1979年5月 - 1999年3月）
- HITACHIサウンドストリート
- 昼のリクエストアワー
- POP ON SUNDAY
- POP FREAK（? - 2020年9月、水曜 22:30-23:00）
- ミュージックJOY
- ミュージックタイムELEVEN・O・FIVE
- ミュージックパラダイス（1994年10月 - 1996年3月のナイターオフのみ）
- ヤングステーション
- ゆかりのHOT POP
- 夜はシャラリラ
- 4号国道アワー
- ロマンティック・ピュア・タイム
- ワイドパートナー
- 我ら音楽仲間
- ワンダー由美子のヒポタマランド（1980年 - 1986年）

### CRTニュース
全国及び栃木県内のニュースを伝える。報道部が自主取材したものに加え、下野新聞社（栃木県内ニュース）および共同通信社（県外・海外）の協力を受けている。※スポーツ中継・県議会中継・特別番組などで変更の場合あり
★…7 - 10分枠、☆…15分枠
|    | 平日   | 土曜   | 日曜   |
| 5  |        | 5:03   | 5:03   |
| 6  | ★6:03  | 6:00   | 6:00   |
| 7  | ★7:00  | ★7:00  | ★7:00  |
| 8  | 8:00   | 8:00   | 8:00   |
| 9  |        |        |        |
| 10 | 10:00  |        |        |
| 11 | 11:00  |        |        |
| 12 | ☆12:00 | ★12:00 | ★12:00 |
| 13 |        | 13:03  | 13:03  |
| 14 | 14:00  |        |        |
| 15 | 15:00  | 15:00  | 15:00  |
| 16 | 16:00  |        |        |
| 17 | 17:00  |        |        |
| 18 | ★18:00 | ★18:00 | ★18:00 |

かつては毎日 23時台にもニュース枠があった（1980年代中盤までは前述の通り23:07の終了であったため、23:00のニュースが最終番組であった。その後 24:00まで延長になり、最終番組ではなくなった）が、アナウンサーの宿直が無くなってから記者による原稿読みとなり、2004年3月で廃止された。土・日曜21時台の枠は2017年10月改編で廃止となった。

## アナウンサー・パーソナリティ

### 社員アナウンサー（契約・嘱託含む）
男性
- 矢野健一（1973年入社、とちぎテレビ出演歴あり）
- 阿久津隆一（1973年入社、1990年頃にアナウンサー職を離れ制作部に異動→報道部→営業部→2005年春に再びアナウンサーに復帰）
- 小暮智

女性
- 松井里恵（CRTアナウンススクール第1期卒業生）
- 鈴木景子

備考
栃木放送のアナウンサーは、関連会社栃放エンタープライズを通してとちぎテレビに出向・派遣されアナウンス業務を行うことがある。

### 退社したアナウンサー
- 磯辺建臣（東京12チャンネル→テレビ大阪へ移籍。現在は社会福祉法人顧問）
- 小田島建夫（退社／CRTアナウンススクール初代校長、宇都宮アナウンスアカデミー代表、2012年よりエフエム栃木でレギュラー番組担当）
- 田村忠義 - 報道部（嘱託→業務委託契約）
- 野澤重昭
- 高橋晴夫 - 報道部（嘱託→業務委託契約／とちぎテレビ出演歴あり）
- 床井幸子（退社後はCRT交通情報を担当、2015年秋で契約終了）
- 菅谷由美子
- 新井清
- 鈴木奈保美（退社後、「おまかせワイド金曜日」アシスタントを担当）
- 岩下方彦（1991年秋退社→ニッポン放送移籍→現・フジテレビジョン報道デスク）
- 川島正子（現在も不定期にワイド番組運行・レポーターを担当）
- 高橋のり子
- 波多野美子（1995年退社）
- 鈴江晴彦（2005年12月退社→2006年岐阜放送移籍→フリーアナウンサー）
- 林聡子（カナダ留学のため2002年退社、帰国後「林さとこのビューティフル・サンデー（2005年4月-2007年9月）」パーソナリティを務めた）
- 横山広子
- 剱持孝信
- 中山湖
- 斉藤巌（とちぎテレビ出演歴あり、現在は高校野球 栃木大会中継の実況を担当）
- 臼井佳子（フリーアナウンサー、元札幌テレビ放送アナウンサー、栃木県教育委員ほか、2020年3月まで）
- 高村麻代（フリーアナウンサー、2020年3月まで）

### 外部パーソナリティ
2022年4月現在
男性
- 古川佳治（フリーアナウンサー）
- 嶋均三
- 篠田和之（フリーアナウンサー・とちぎテレビと兼務、2018年4月から ）
- 菊池元男

女性
- 高瀬美子（1982年入社→退社後1991年8月よりフリーアナウンサーとしてCRTに復帰、現在も業務委託契約で番組を担当、宇都宮アート&スポーツ専門学校講師）
- 福嶋真理子 （フリーアナウンサー→局アナ→2017年よりフリーアナウンサー・日本気象協会所属・NHK宇都宮放送局 気象予報士）
- 平井久美子（フリーアナウンサー）
- 若林芽育（フリーアナウンサー・とちぎテレビと兼務、2019年4月から）

## 主催事業・イベント
- CRTハウジング - 総合住宅展示場事業（栃木県内6会場）
- CRTアナウンススクール - 2016年度は休校
- CRTクリーン日光キャンペーン（毎年夏期に実施 - 協賛/コカ・コーライーストジャパン、東武鉄道）
- CRT交通安全キャンペーン「子供たちは訴える」
- 栃木県少年サッカー大会（栃木県サッカー協会、下野新聞社と共催）
- とちぎ住宅フェア（毎年10月開催 - 住宅フェア栃木実行委員会）
- 下野の国 大鍋祭り（2009年より毎年3月開催 - 宇都宮市農林公園「道の駅うつのみや ろまんちっく村」）
- CRTカラオケのど自慢大会
- とちぎ湯めぐりスタンプラリー
- 栃木放送厚生文化事業団（慈善事業）

## 社会貢献活動
- 黒羽ほほえみラジオ

黒羽刑務所の受刑者向けに制作している、所内放送用番組（2009年1月より）。同刑務所からの依頼を受け、ボランティアで制作している。
受刑者の投稿文を紹介し、リクエスト曲を流す内容で、受刑者からは「親しみが持てる」などの声が上がっているという。

## ギャラリー

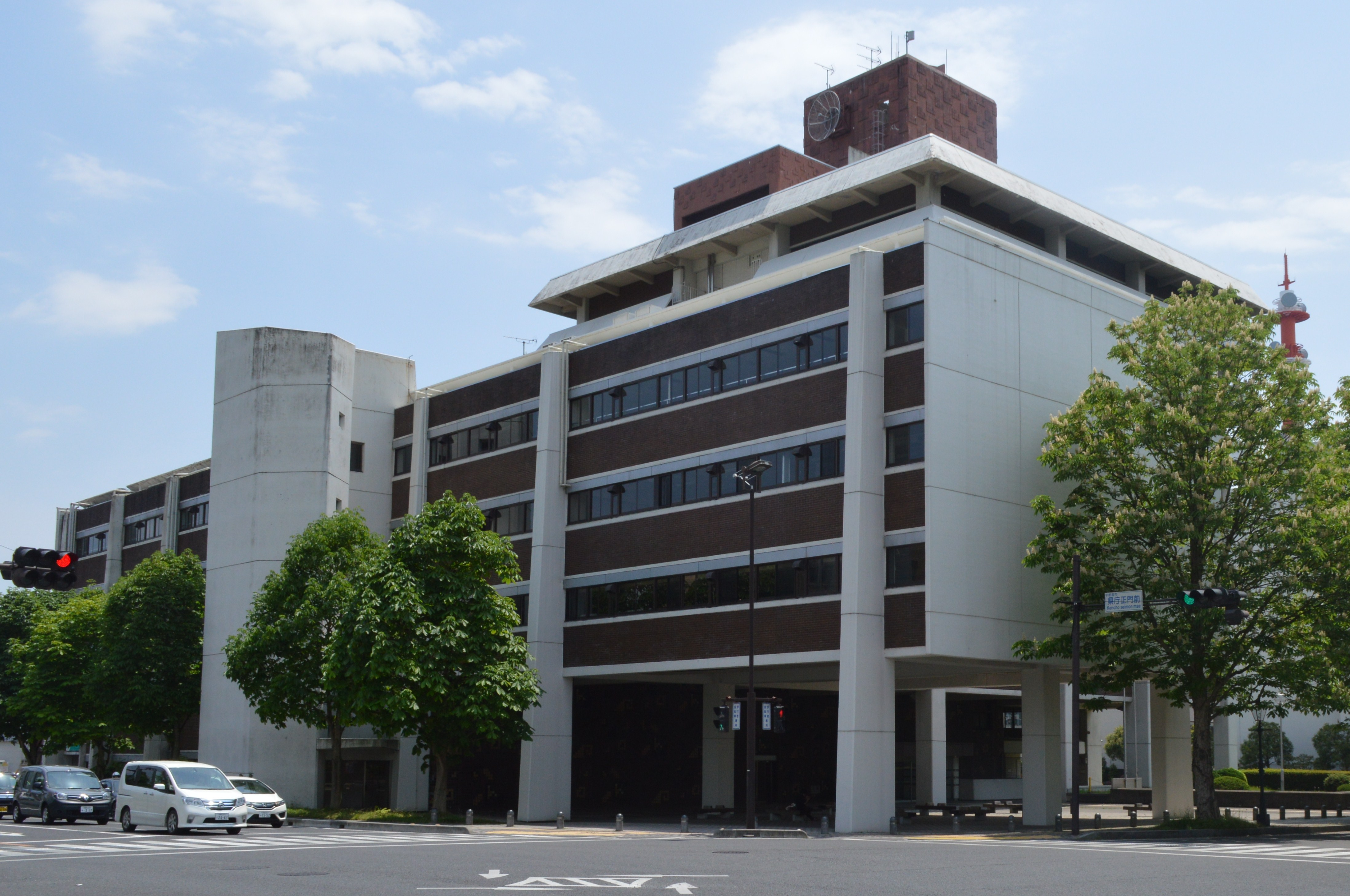
2016年まで本社のあった栃木会館を別角度から（奥上に一部見える高い建物が栃木放送が入居していた栃木会館 新館。手前の栃木会館 低層棟は「栃木県農協会館」として使用した）
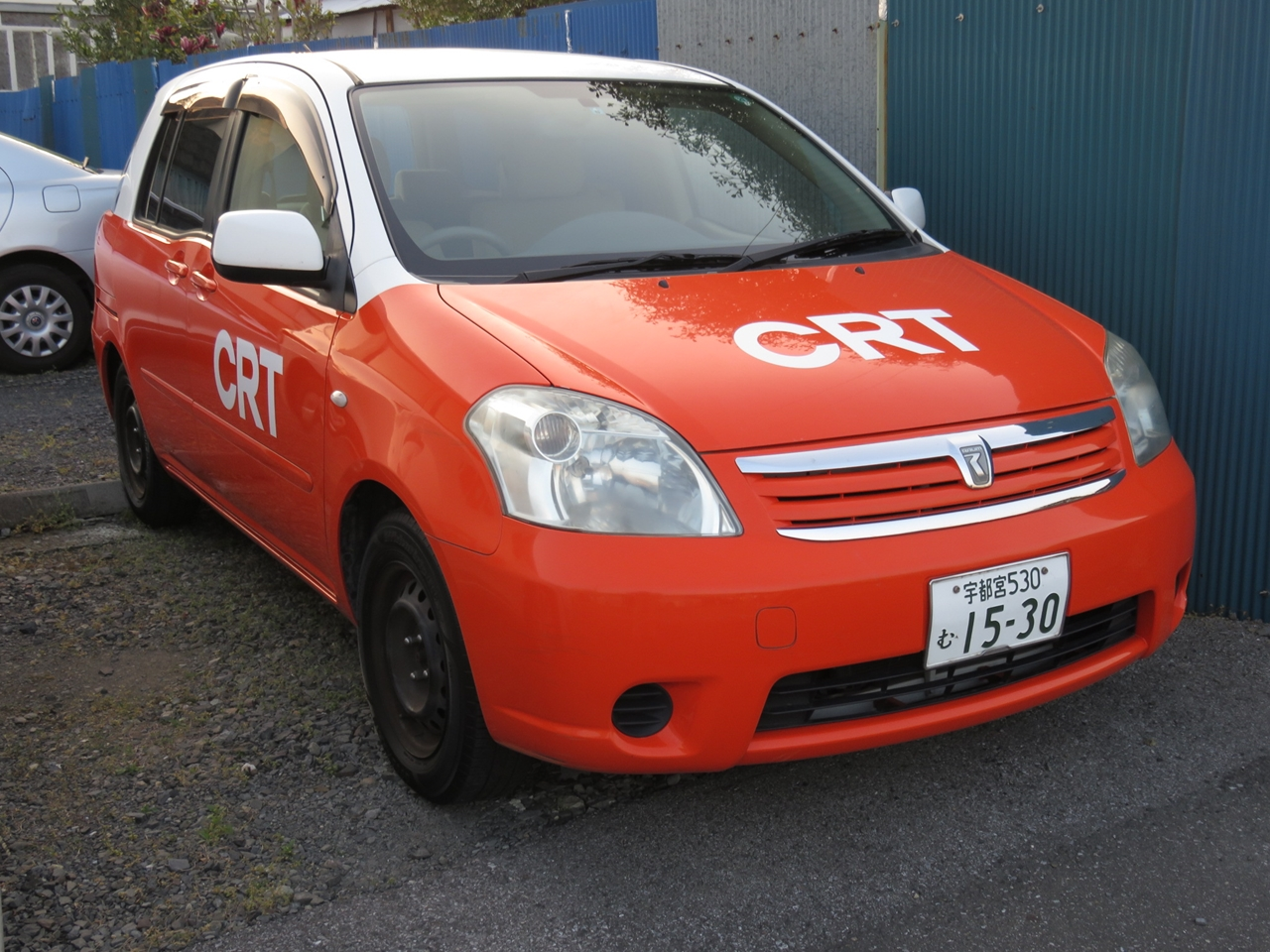
希望ナンバーで周波数の番号とした社有車(2017年4月25日撮影)
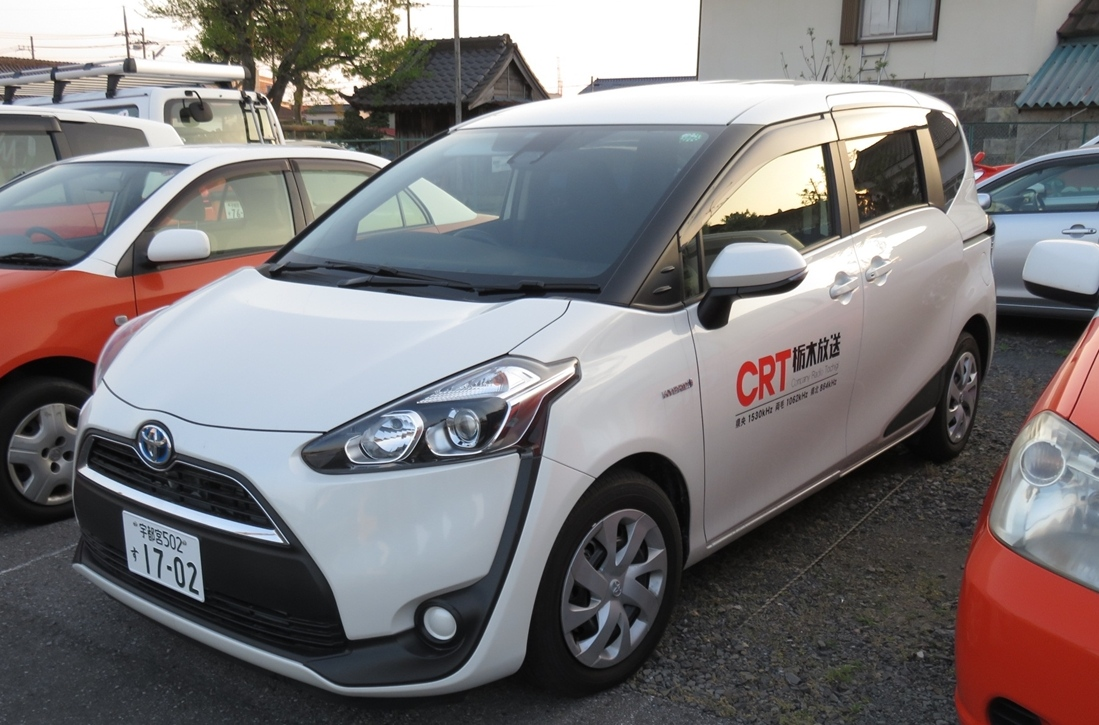
最近の社有車(2017年4月25日撮影)